# Julio César de León
Julio César de León   (Puerto Cortés, 13 de setembre de 1979) és un exfutbolista hondureny de la dècada de 2000. Fou 83 cops internacional amb la selecció d'Hondures. Pel que fa a clubs, destacà a Reggina, Genoa CFC i Parma FC.